# Peganum
Peganum is een geslacht van overblijvende kruidachtige planten uit de familie Nitrariaceae. De wetenschappelijke naam kreeg het geslacht in 1753 van Linnaeus in Species plantarum. De typesoort is Peganum harmala L.. In zijn Hortus Cliffortianus legde Linnaeus al in 1738 uit dat de enige soort die hij op dat moment uit het geslacht kent, de latere Peganum harmala, door eerdere auteurs vaak in het geslacht Ruta werd geplaatst, maar daarvan verschilt door de vijf- in plaats van viertallige bloemen, en de driehokkige vrucht, en dat hij hem daarom in een nieuw geslacht plaatst dat hij naam 'Peganum' geeft, naar de Griekse naam πήγανον (peganon) die voor Ruta in omloop was.

## Taxonomische positie
Het geslacht werd traditioneel in de familie Zygophyllaceae geplaatst. De resultaten van moleculair fylogenetisch onderzoek maken aannemelijk dat dit geslacht veel nauwer verwant is aan de geslachten van de Sapindales, en samen met Malacocarpus en Nitraria in een nieuwe familie in die orde zou moeten worden geplaatst. De familie kreeg de naam Nitrariaceae.

## Soorten
- Peganum harmala L.
- Peganum mexicanum A.Gray
- Peganum nigellastrum Bunge

Peganum harmala komt voor in Zuid-Europa, Noord-Afrika en een groot deel van de gematigde streken van Azië; Peganum nigellastrum is binnen datzelfde gebied beperkt tot Mongolië en het noorden en oosten van China; Peganum mexicanum komt uitsluitend voor in het noord-oosten van Mexico.